# Paradelphomyia (Oxyrhiza) annulipes
Paradelphomyia (Oxyrhiza) annulipes is een tweevleugelige uit de familie steltmuggen (Limoniidae). De soort komt voor in het Afrotropisch gebied.